# 亚罗米尔·杜兰斯基
亚罗米尔·杜兰斯基（捷克語：Jaromír Dolanský，1895年2月25日—1973年7月16日），捷克斯洛伐克共产党领导人之一，捷克斯洛伐克副总理，中央书记处书记，亚历山大·杜布切克执政后辞职。。

## 获奖
- 1948年2月25日勋章（1949年）[2]
- 克莱门特·哥特瓦尔德勋章（三次：1954年2月25日；1955年5月7日；1965年1月16日）[3]